# 烏山の戦い
烏山の戦い（オサンのたたかい）は、朝鮮戦争中の1950年7月5日に京畿道烏山付近を戦場としてアメリカ合衆国と朝鮮民主主義人民共和国（北朝鮮）の間で行われた戦闘である。アメリカと北朝鮮の地上軍同士が初めて本格的に衝突した戦闘として知られている。

## 戦闘に至る経緯

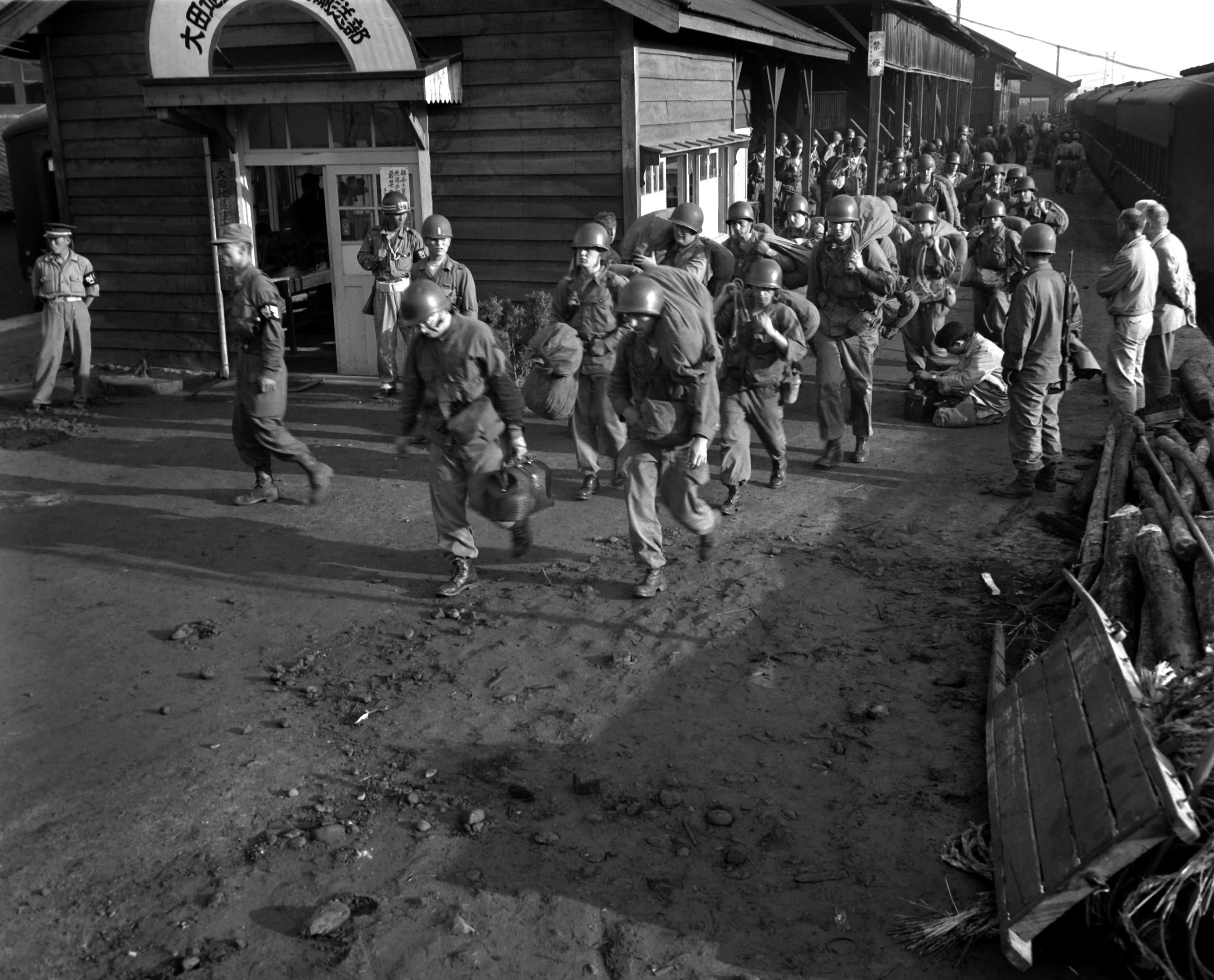
前線へ移動するスミス支隊

6月25日早朝より北朝鮮軍の全面侵攻が開始されたことを受けて、ダグラス・マッカーサー元帥を司令官とするアメリカ極東軍（Far East Command）司令部は、27日夕刻、第4部副部長であったジョン・H・チャーチ准将および12名の班員を韓国に進出させ、前進指揮所兼連絡班（ADCOM）としていた。28日のソウル陥落、および東海岸道・中央道の状況から、チャーチ准将は、米地上軍を投入するよう、極東軍司令部に具申した。マッカーサー元帥はこれを是認し、30日早朝3時、ワシントンに対して許可を求めた。同4時57分、トルーマン大統領はこれを許可した。
このとき、極東陸軍の主力は、ウォルトン・ウォーカー中将を司令官とする第8軍であり、その戦力は、北海道・東北の第7歩兵師団、関東の第1騎兵師団、関西の第25歩兵師団、九州の第24歩兵師団であった。マッカーサー元帥は、第24師団の全力と、第25師団のうち第27連隊戦闘団を朝鮮半島に投入するよう指示した。第24師団の出動は30日夜には下命された。この命令では、大隊長指揮の2個中隊を先遣してチャーチ准将の指揮下に入れるように指示されていた。
第24師団長（ウィリアム・F・ディーン少将）は、先遣隊の指揮官として、練度・士気の面から、熊本の第21連隊第1大隊長 チャールズ・B・スミス中佐 (Charles B. Smith, ) を指名した。この先遣隊はスミス中佐の名前からスミス支隊（Task Force Smith）と呼ばれ、兵力は440名、同大隊の主力（大隊本部中隊の半数、B中隊、C中隊、75mm無反動砲小隊、107mm迫撃砲小隊）によって編成されていた。スミス支隊の各員は小銃1丁につき120発の弾薬と2日分の食料を携行していたが、空輸上の問題から、無反動砲小隊と迫撃砲小隊は、それぞれ定数の半分の砲（それぞれ2門ずつ）しか輸送できなかった。スミス支隊は、7月1日、C-54輸送機によって韓国釜山に到着し、翌7月2日には大田に移動した。
7月2日午前、大田において、スミス中佐はチャーチ准将に申告した。チャーチ准将は、スミス支隊に対して、平沢－安城の線を確保するように命令した。
一方、第24師団主力の移動も開始されており、師団長ディーン少将は、3日午前10時に大田に到着し、在韓米軍（USAFIK）の指揮官に任ぜられた。ディーン少将はチャーチ准将の措置を是認したが、スミス支隊のみでは阻止線として不十分であると考え、さらに第34連隊の北上を急がせるように指導した。第34連隊の到着は5日朝と予定され、これでは展開の時間が不足であることから、スミス支隊はさらに前進して、第34連隊の展開する間、敵を遅滞するよう命じられた。

## 戦闘の展開

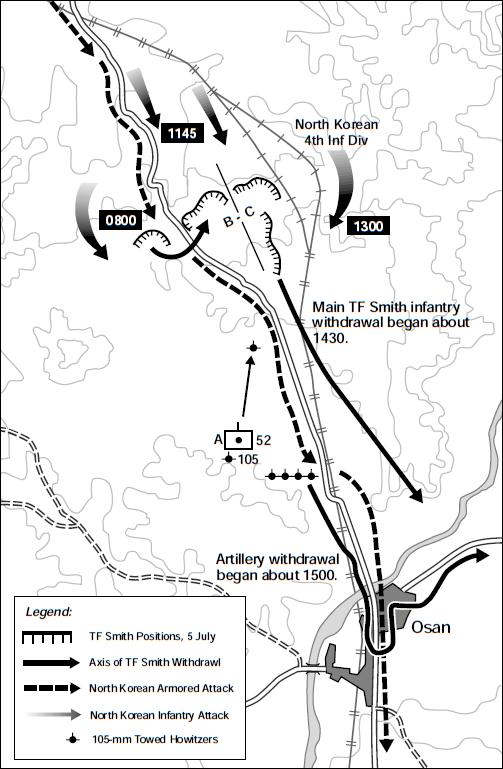
戦闘経過要図（米軍作成）

7月4日午後、スミス支隊は平沢で集結し、また、支援に来た第52野砲大隊を掌握したのち、5日午前3時、水原南方の烏山近くの高地に進出した。第52野砲大隊は、ミラー・O・ペリー中佐によって指揮されて、本部管理中隊の半数とA中隊から編成されており、M2 105mm榴弾砲 6門、榴弾 1,200発、人員 134名を有していた。ただし、対戦車榴弾は、合計で6発しか配布されていなかった。
5日午前7時30分、8両のT-34-85戦車を先頭にした縦隊が南下するのを視認し、午前8時16分、砲兵部隊は距離3,600メートルで初弾を発射した。これは、朝鮮戦争においてアメリカ軍が発射した初弾である。射撃開始から間もなく命中弾を得たが、効果は認められなかった。一方、スミス支隊は、距離630メートルにおいてM20 75mm無反動砲の射撃を開始し、多数の命中弾を得たものの、これも効果は無かった。さらにオリイ・D・コーナー中尉は、自ら戦車の後方に回り込んで60mmバズーカを発射し、実に22発を撃ち込んだものの、目に見える効果は得られなかった。これは、炸薬が劣化していたためとされている。さらに前進した戦車に対して、砲兵の対戦車専任砲が射撃を開始し、2両を撃破したものの、この射撃で対戦車榴弾を撃ちつくし、後続車によって破壊されてしまった。戦車部隊はさらにスミス支隊歩兵部隊の陣地を突破して、前進していった。この戦車部隊は第107戦車連隊であり、最後の戦車が通過したのが午前11時15分ごろであった。
一方、午前10時ごろより、戦車3両に先導されて、北朝鮮軍第4師団第16, 18連隊が前進してきた。スミス支隊歩兵部隊は、距離900メートルで射撃を開始し、北朝鮮軍もこれに対応して展開した。スミス支隊は第52野砲大隊に対して射撃を要請しようとしたが、有線通信は戦車によって切断され、また無線機も不通になっていたため、適切な火力支援を受けることができなかった。正午ごろには、スミス支隊は両翼より包囲されつつあり、スミス中佐は陣地正面を縮小して対応したが、北朝鮮軍の機関銃部隊は東側の高地に展開して瞰射しはじめた。午後2時30分ごろより、北朝鮮軍は包囲の環を縮めはじめた。砲兵部隊からの応答はなく、全滅したものと考えられ、また、悪天候であり航空支援も期待できなかったことから、スミス中佐は後退を決心した。
スミス中佐は、B, C中隊を交互に後退させて相互に掩護するように措置した。しかし、支援火力がなかったことから後退には難渋し、後方に進出していた重機関銃の射撃を受けて壊乱、部隊としての組織を失ってしまった。スミス中佐は、殿のB中隊の後退準備を見届けたのち、砲兵とともに後退した。
この戦闘で、スミス支隊は150名の人員を喪失し、また無反動砲と重迫撃砲の全数を遺棄した。砲兵も全砲を遺棄して後退し、また人員31名が行方不明となった。

## 戦闘の影響
烏山が突破されたのち、平沢－安城を確保していた第34連隊も壊乱に近い状態で後退することとなり、ディーン少将が企図した最初の阻止線は大した抵抗も示さずに放棄されることとなってしまった。
このとき、東方においては、韓国軍が遅滞戦闘を展開していたが、戦車が出現しなかったこともあり、しばしば待ち伏せ攻撃を仕掛けて、北朝鮮軍の前衛部隊に大損害を与えていた。しかし、スミス支隊や第34連隊が次々に後退することから、韓国軍は常に左翼に危険を感じ、米軍にあわせて後退せざるをえなかった。アメリカ第24師団はさらに大田の戦いでも大敗し、連合軍は、釜山をめぐる円陣陣地に追い詰められていくことになる。